# Ausztrália és Óceánia légierői
| Lajstromjel és név         | Eredeti név                                                                  | Rövidítés | Megjegyzés |
| -------------------------- | ---------------------------------------------------------------------------- | --------- | ---------- |
| Ausztrál Királyi Légierő   | angolul: Royal Australian Air Force                                          | RAAF      |            |
| Pápua Új-Guineai Légierő   | angolul: Papua New Guinea Defence Force Air Operations Element               |           |            |
| Új-Zélandi Királyi Légierő | angolul: Royal New Zealand Air Force maori nyelven: Te Tauaarangi o Aotearoa | RNZAF     |            |

## Lásd még
- Afrikai országok légierői
- Amerikai országok légierői
- Ázsiai országok légierőinek listája
- Európai országok légierői
- A Föld országainak légierői